# Hieracium huetii
Hieracium huetii es una especie de planta con flor del género Hieracium, de la familia Asteraceae, orden Asterales.

## Distribución
Hieracium huetii se distribuye por Francia.

## Taxonomía
Fue descrita científicamente por Timb.-Lagr. ex Rouy.
Tratamiento taxonómico
La especie aparece registrada y publicada en G.Rouy & J.Foucaud, Fl. France.